# Меліса Волтон
Меліса Веллс (раніше Волтон ; народилася 27 січня 1990 року) — британська акторка, найвідоміша роллю Лоретти Джонс у мильній опері Hollyoaks 4 каналу .

## Раннє життя
Навчалася в школі Баблейк в Каундоні, Ковентрі, потім отримала національний диплом BTEC з виконавських мистецтв у Стратфорд-апон-Ейвонському коледжі. Як акторка-аматорка виступала у пантомімі при Белградському театрі в Ковентрі, входила до молодіжного колективу Ковентрі YOG та відвідувала Школу танцю «Три шпигуни». Перебуваючи в коледжі, вона з'явилася в драмі BBC Filth разом з акторкою Джулі Волтерс . Закінчила диплом у червні 2008 року, а у серпні того ж року була відзначена в Голліоксах. Спочатку з'явилася у спіновому серіалі « Hollyoaks Later» в трьох епізодах.

## Кар'єра
2009 року було оголошено, що нова продюсерка Hollyoaks Люсі Аллен вирішила ввести Волтон в основне шоу. Аллан сказала, що Волтон вразила її своїм виступом у Hollyoaks Later. Щоб підготуватися до ролі, Волтон займалася танцями і відвідала стриптиз-клуб.
Волтон спочатку підписалася на тримісячний контракт. У 2009 році Аллан продовжила його до 2010 року. На початку 2010 року було оголошено, що Аллан пішла з посади виконавчої продюсерки і Пол Маркіс взяв на себе цю роль. Невдовзі було виявлено, що Маркіс планував дати Голліоксам «похитнутись», змінивши постановочну команду і ввівши ще трьох персонажів. Після цього Стефані Варінг (яка грає Сінді Гатчінсон) виявила, що всі актори, які залишилися, бояться, що їх персонажі будуть скорочені. Через місяць Маркіс оголосив про свої плани урізати ще 11 персонажів, включаючи Лоретту у виконанні Волтон. Волтон вирушила разом із співаком Кевіном Сакре.
8 червня 2010 року Волтон зняла свої фінальні сцени у серіалі разом із двома колегами Скарі та Джерардом Маккарті (який грає Кріса Фішера). Вона говорила про своє засмучення через те, що залишає колег але пізніше сказала, що сподівається на реалізацію інших проєктів. Волтон також підтвердила, що щаслива, що двері залишаються відкритими, заявивши, що розглядає можливість переоцінки своєї ролі Лоретти в майбутньому. Волтон також сказала, що вона розуміє, чому Маркіс усунув її: Лоретта мусила розкритись як дитяча вбивця, розкрита після скарги матері Деніз Фергюс убитої дитини Джеймса Булгера. Однак вона також відчула, що заслужила на ще один шанс проявити себе.